# 分子式
分子式（molecular formula）是用元素符号及各元素个数表示物质（单质、化合物）分子的组成、该物质分子量的化学式；分子式仅能表示一个分子所含每种原子的数目，并不能表明分子的结构。例如：葡萄糖的分子式为{\displaystyle {\ce {C6H12O6}}}，一个分子含 6个碳原子、12个氢原子、6个氧原子。
有些物质确实由分子构成，在分子内原子间以共价键联结，而分子间以范德华力或氢键联结，这些物质就具有分子式。如氧分子用{\displaystyle {\ce {O2}}} 表示，氯化氢分子用{\displaystyle {\ce {HCl}}}表示。分子式不仅表示了物质的组成，更重要的，它能表示物质的一个分子及其成分、组成（分子中各元素原子的数目、分子量和各成分元素的重量比）；因此分子式比最简式的含义广。
分子式和实验式（最简式）不同，对化合物来说，它们的分子式是最简式的整数倍，或者说分子量是最简式的整数倍。仅当分子量和最简式式量（formula weight）相同时，最简式才和分子式相同，这时最简式就是分子式。